# Campanularia ambiplica
Campanularia ambiplica is een hydroïdpoliep uit de familie Campanulariidae. De poliep komt uit het geslacht Campanularia. Campanularia ambiplica werd in 1914 voor het eerst wetenschappelijk beschreven door Mulder & Trebilcock. 